# Sankt Leonhard im Pitztal
Sankt Leonhard im Pitztal är en ort och  kommun i distriktet Imst i förbundslandet Tyrolen i Österrike. 
Kommunen består av tre orter (Ortschaften) (inom parentes invånarantal 1 januari 2024) :
- Plangeross (248)
- St. Leonhard im Pitztal (770)
- Zaunhof (424)